# Sergio Valdés (football)
Pour les articles homonymes, voir Sergio Valdés et Valdés.
Sergio Valdés Silva, né le 22 juin 1935 à Santiago au Chili et mort le 2 avril 2019 à Algarrobo au Chili, est un joueur de football international chilien qui évoluait au poste de défenseur.

## Biographie

### Carrière en sélection
Avec l'équipe du Chili, Sergio Valdés joue 16 matchs (pour aucun but inscrit) entre 1957 et 1962. 
Il figure dans le groupe des sélectionnés lors de la Coupe du monde de 1962, sans toutefois jouer de match lors de cette compétition.